# Philippe Houillon
Pour l’article homonyme, voir Houillon.
 (novembre 2017).
Si vous disposez d'ouvrages ou d'articles de référence ou si vous connaissez des sites web de qualité traitant du thème abordé ici, merci de compléter l'article en donnant les références utiles à sa vérifiabilité et en les liant à la section « Notes et références ».
Philippe Houillon, né le 15 décembre 1951 à Bagnolet en France, est un homme politique français, membre des Républicains.

## Biographie
Après avoir fait sa scolarité dans les institutions de Notre-Dame d'Enghien et Notre-Dame de Bury à Margency, il poursuit des études de droit à la Paris-Assas.
Avocat à 21 ans, puis bâtonnier de l'Ordre des avocats du barreau du Val-d'Oise, il est nommé juge titulaire de la Cour de justice de la République (depuis le 25 juin 1997).
Il est membre du groupe Union pour la démocratie française de 1993 à 1996, puis, en 1997, passe à Démocratie libérale, avant de rejoindre en 2002 l'UMP.
Élu député le 28 mars 1993, il est réélu le 1er juin 1997, puis le 16 juin 2002, pour la XIIe législature (2002-2007), dans la 1re circonscription du Val-d'Oise. Il est à nouveau réélu en 2007 ainsi que le 17 juin 2012.
Vice-président de l'Assemblée nationale du 1er octobre 1999 au 2 octobre 2000, il est président de la commission des lois constitutionnelles, de la législation et de l’administration générale de la République pendant la XIIe législature de 8 juin 2005 au 19 juin 2007.
Également président de l'Office parlementaire d'évaluation de la législation, il a été désigné comme rapporteur de la Commission d'enquête chargée de rechercher les causes des dysfonctionnements de la justice dans l'affaire d'Outreau et de formuler des propositions pour éviter leur renouvellement (cette commission étant présidée par le socialiste André Vallini). Il écrit notamment dans Au cœur du délire judiciaire que les viols subis par les douze enfants dédommagés seraient « imaginaires », alors que la justice les a tous reconnus victimes de viols, d'agressions sexuelles, de corruption de mineurs et de proxénétisme.
Il soutient la candidature de François Fillon à la présidence de l'UMP lors du congrès d'automne 2012 puis lors de la primaire présidentielle des Républicains de 2016. En 2017, il intervient notamment au Forum « Présidentielle 2017 » organisé par l'Institut pour la justice pour présenter le programme de justice pénale et de sécurité du candidat.
Dans le cadre des chantiers lancés par la ministre de la justice Nicole Belloubet, 
Philippe Houillon et Dominique Raimbourg (Parti socialiste) sont missionnés par le Premier ministre Édouard Philippe pour réfléchir sur la carte judiciaire, dans la préparation de la loi de programmation 2018-2022 et de réforme pour la justice.

## Mandats parlementaires
Mandats nationaux
- 2 avril 1993 - 20 juin 2017 : Député du Val-d'Oise

Mandats locaux
- 25 mars 2001 -  5 juillet 2020 : maire de Pontoise (Val-d'Oise)
- 23 juin 1995 - 25 mars 2001 : conseiller municipal de Pontoise
- janvier - mars 2001 : conseiller général de Pontoise